# Санкт-Галленський університет
Санкт-Галленський університет (нім. Universität St. Gallen, HSG) — державний університет, розташований в Санкт-Галлені, в німецькій частині Швейцарії.

## Факультети, інститути, дослідницькі центри
У 2011 році була проведена реструктуризація університету, за підсумками якої було виділено 5 основних факультетів: факультет менеджменту, факультет фінансів, факультет права, факультет економічних і політичних наук, а також факультет гуманітарних і суспільних наук. В окрему категорію виділено факультет додаткової професійної освіти в галузі менеджменту, технологій та права.
У складі університету близько 40 інститутів та дослідницьких центрів.

## Навчання за спеціальностями
Санкт-Галленський університет пропонує магістерські програми за наступними спеціальностями:
- Міжнародне та європейське торгове право,
- Розробка систем і процесів бізнесу,
- Фінансові послуги та страхування,
- Управління новими засобами інформації та зв'язку.

## Цікаві факти
- Санкт-Галленський університет закінчили багато майбутніх політиків Ліхтенштейну, що стали згодом на чолі уряду. Це Клаус Чючер, Адріан Гаслер, Маріо Фрік та інші.
- Санкт-Галленський університет закінчив і князь Ліхтенштейну Ганс-Адам II.